# Thomas Ara Spence
Thomas Ara Spence (* 20. Februar 1810 im Accomack County, Virginia; † 10. November 1877 in Washington, D.C.) war ein US-amerikanischer Politiker. Zwischen 1843 und 1845 vertrat er den Bundesstaat Maryland im US-Repräsentantenhaus.

## Werdegang
Thomas Spence besuchte die öffentlichen Schulen seiner Heimat und studierte danach bis 1829 am Yale College. Nach einem anschließenden Jurastudium und seiner Zulassung als Rechtsanwalt begann er in Snow Hill in diesem Beruf zu arbeiten. Gleichzeitig schlug er als Mitglied der Whig Party eine politische Laufbahn ein.
Bei den Kongresswahlen des Jahres 1842 wurde Spence im sechsten Wahlbezirk von Maryland in das US-Repräsentantenhaus in Washington gewählt, wo er am 4. März 1843 die Nachfolge von John T. Mason antrat. Da er im Jahr 1844 auf eine erneute Kandidatur verzichtete, konnte er bis zum 3. März 1845 nur eine Legislaturperiode im Kongress absolvieren. Diese Zeit war von den Spannungen zwischen Präsident John Tyler und den Whigs geprägt. Außerdem wurde damals bereits über eine mögliche Annexion der seit 1836 von Mexiko unabhängigen Republik Texas diskutiert.
Nach der Auflösung der Whigs in den 1850er Jahren schloss sich Spence der 1854 gegründeten Republikanischen Partei an. Er besaß große Grundstücke mit Eisenerzvorkommen im Worcester County. Zwischen 1857 und 1867 war er in diesem Bezirk als Richter tätig. Danach praktizierte er in Salisbury als Rechtsanwalt. Von 1872 bis 1877 war er Staatsanwalt (Assistant Attorney General) im Postministerium. Thomas Spence starb am 10. November 1877 in der Bundeshauptstadt Washington.